# Néjib Limam
Néjib Limam (arabe : نجيب الإمام), né le 12 juin 1953 au Bardo, est un footballeur tunisien.

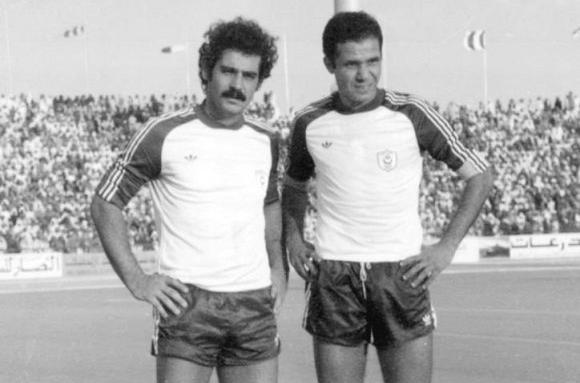
Rivelino et Néjib Limam en 1979.

Il a évolué au sein du Stade tunisien (Tunisie) et d'Al-Hilal FC (Arabie saoudite). Il a aussi participé à la Coupe d'Afrique des nations 1978 et à la coupe du monde 1978 avec la sélection tunisienne.